# 10358 Kirchhoff
10358 Kirchhoff è un asteroide della fascia principale. Scoperto nel 1993, presenta un'orbita caratterizzata da un semiasse maggiore pari a 2,3849562 au e da un'eccentricità di 0,1832773, inclinata di 2,70825° rispetto all'eclittica.
L'asteroide è dedicato al fisico tedesco Gustav Robert Kirchhoff.